# Валентин Гаджоков
Валентин Иванов Гаджоков е български актьор.

## Биография
Роден е в град Ямбол на 17 август 1951 г.
През 1974 г. завършва актьорско майсторство във ВИТИЗ „Кръстьо Сарафов“. Работи в Драматичен театър „Йордан Йовков“ Толбухин (1974-1977), Драматичен театър „Сава Огнянов“ в Русе (1977-1981), Сатиричен театър „Алеко Константинов“ София (1981-1983), Сълза и смях София (1983-1985), Народен театър за младежта София (1985-1990). Играе в Радиотеатър за деца в БНР.
Член на САБ (1974).
Озвучавал е ролите на Луи дьо Финес във филмите „Полицаят от Сен Тропе“, „Полицаят в Ню Йорк“ (дублаж на БНТ), „Полицаят се пенсионира“ и „Кацнал на едно дърво“.

## Театрални роли
- „Идиот“ (Фьодор Достоевски) – княз Мишкин
- „Албена“ (Йордан Йовков) – младият другоселец
- „Босилек за Драгинко“ (Константин Илиев) – Камен

## Телевизионен театър
- „Зайко-всезнайко“ (1988) (Сергей Михалков)
- „Дванадесетият апостол“ (реж. Теофана Преславска)
- „Хъшове“ (1982) (Иван Вазов)
- „Ние, долуподписаните“ (1981) (Александър Гелман) – Льоня Шиндин

## Филмография
| Година    | Филми/Сериали                                  | Серии    | Копродукции                                          | Роля                                             |
| --------- | ---------------------------------------------- | -------- | ---------------------------------------------------- | ------------------------------------------------ |
| 1992      | Лошо момче                                     |          |                                                      | бащата на Петър                                  |
| 1990      | Живот на колела (тв сериал)                    | 5        |                                                      | мъжът на Люси                                    |
| 1990      | Под игото (тв сериал)                          | 9        | България/Унгария                                     |                                                  |
| 1989      | Брачни шеги                                    | 6 новели |                                                      | Съпругът на цигуларката (2-ра- Моцартова соната) |
| 1988-1991 | Бащи и синове (тв сериал)                      | 5        |                                                      | Борис Апостолов, съпруг на Ана                   |
| 1988      | Сляпа събота                                   |          |                                                      | шофьорът                                         |
| 1987      | Котешка опашка                                 |          |                                                      | доцент Венци Кирилов                             |
| 1986-1987 | Време за път (тв сериал)                       | 5        |                                                      | Борис Апостолов, съпруг на Ана                   |
| 1986-1987 | Дом за нашите деца (тв сериал)                 | 5        |                                                      | Борис Апостолов, съпруг на Ана                   |
| 1985      | Константин Философ                             | 2        |                                                      | византийският император Михаил III               |
| 1984      | Прадеди и правнуци. Хайдушка кръв (тв сериал)  | 5        |                                                      | Въльо кехая, синът на Кутю Байрактар             |
| 1983      | Константин Философ (тв сериал)                 | 6        |                                                      | византийският император Михаил III               |
| 1983      | Хотел „Централ“                                |          |                                                      | полицейският Стефо                               |
| 1982      | Удар с ускорение                               | 2        |                                                      | лейтенант Статев                                 |
| 1981      | Хан Аспарух                                    | 3        |                                                      |                                                  |
| 1979      | Снимки за спомен                               |          |                                                      |                                                  |
| 1979      | Булевард                                       |          |                                                      |                                                  |
| 1978      | По дирята на безследно изчезналите (тв сериал) | 4        |                                                      |                                                  |
| 1976-1980 | Записки по българските въстания (тв сериал)    | 13       |                                                      | Тома Кърджиев (във 2-ра серия)                   |
| 1976      | Два диоптъра далекогледство                    |          |                                                      | Пламен Борисов Стоев, поет                       |
| 1976      | Живите песни                                   |          |                                                      |                                                  |
| 1976      | Войници на свободата (Солдаты свободы)         | 4        | СССР/България/Унгария/ГДР/Полша/Румъния/Чехословакия | Атанас Хаджиянчев (в 1 серия: I)                 |
| 1976      | Апостолите                                     | 2        |                                                      | Тома Кърджиев                                    |
| 1974      | Синята лампа (тв сериал)                       | 10       |                                                      | Роби (в V с.: „Танго с Фани“)                    |
| 1974      | Селянинът с колелото                           |          |                                                      | стругарят, колега на Йордан                      |
| 1974      | Изповед в ареста                               |          |                                                      | новобранецът Петко Стоименов                     |
| 1973      | Мъже без работа                                |          |                                                      | Марин, работник от асфалтовата бригада           |
| 1972      | Момчето си отива                               |          |                                                      | съученик на Ран                                  |
| 2004      | България: база данни                           |          |                                                      | Чете текст от автора                             |